# 小千谷市立小千谷中学校
小千谷市立小千谷中学校（おぢやしりつ おぢやちゅうがっこう）は新潟県小千谷市城内四丁目3番26号にある公立中学校。略称は谷中（やちゅう）。1947年（昭和22年）創立。JR上越線小千谷駅徒歩45分程度。

## 沿革
- 1947年5月20日 - 新潟県北魚沼郡小千谷町立小千谷中学校創立
- 1949年5月5日 - 生徒会発足。
- 1949年6月2日 - 修学旅行開始(赤倉･野尻湖方面)。
- 1950年3月27日 - 当時の小千谷中学校校舎と小千谷小学校校舎を交換。
- 1950年6月3日 - 3学年修学旅行を日光･東京方面に。
- 1952年11月1日 - プール竣工。
- 1954年3月10日 - 新潟県小千谷市立小千谷中学校改称。
- 1954年4月6日 - 養護学級設置。
- 1955年4月1日 - 新潟県小千谷市立城川中学校を統合。
- 1956年12月5日 - 増築竣工。
- 1957年4月1日 - 土川分校を本校に統合。
- 1957年12月16日 - 体育館竣工。
- 1958年8月21日 - プール工事着工(同年12月13日竣工式)。
- 1961年4月1日 - 上片貝分校を本校に統合。
- 1962年12月21日 - 鉄筋新校舎完工式。
- 1981年4月1日 - 吉谷中学校の一部（吉谷小学校区）を統合。
- 2010年4月 - 東体育館解体。
- 2011年 - 新校舎完成、東校舎解体。

## 行事
- 山本山遠足（5月）
- 運動会（9月上旬）
- 合唱･学習発表会（10月）
- 書き初め大会（1月）
- 卒業式（3月上旬）
- 2学年修学旅行（3月:関西方面）

## 部活動
運動部
- 野球部
- 男子ソフトテニス部
- 女子ソフトテニス部
- 男子卓球部
- 女子卓球部
- 男子バスケットボール部
- 女子バスケットボール部
- 男子バレーボール部
- 女子バレーボール部
- 水泳部
- 剣道部
- クロカン陸上部

文化部
- 美術部
- 吹奏楽部
- パソコン部

## 校歌
- 作詞 西脇順三郎
- 作曲 服部逸郎

## 出身者
- 西脇順三郎 - 詩人・英文学者。